# آندره ناسیمنتو
آندره لوئیز دا سیلوا ناسیمنتو (به انگلیسی: André Luiz da Silva Nascimento) (زاده ۴ مارس ۱۹۷۹) بازیکن سابق والیبال اهل برزیل است. ناسیمنتو از سال ۲۰۰۲ تا ۲۰۰۸ عضو تیم ملی والیبال برزیل بود. او به همراه برزیل مدال طلا المپیک ۲۰۰۴ و مدال نقره المپیک ۲۰۰۸ را به گردن آویخت. ناسیمنتو با برزیل ۲ قهرمانی جهان، ۵ قهرمانی لیگ جهانی، ۲ قهرمانی جام جهانی والیبال و ۱ قهرمانی بازی‌های پان امریکن به دست آورد. آندره از ستارگان والیبال برزیل به‌شمار می‌رود.

## افتخارات

### جوایز فردی
- بهترین اسپک زن قهرمانی جهان ۲۰۰۲
- باارزش‌ترین بازیکن جام بزرگ قهرمانان جهان ۲۰۰۵
- امتیاز آورترین بازیکن جام بزرگ قهرمانان جهان ۲۰۰۵
- بهترین سرویس زن لیگ جهانی ۲۰۰۶